# Алтиплано
Алтиплано (на испански: Altiplano, буквално високо плато) е западната понижена част на вътрешните плата в Централноандийската планинска земя. Това е най-обширното високопланинско плато в света след Тибет. Разположено е на териториите на Перу, Боливия и много малка част в Чили, между 16° и 22° ю.ш.

## Геоложки строеж, релеф
Ниските части на Алтиплано са запълнени с мощен слой, от предимно континентални седименти, с възраст около 10 млн. години. В релефът му преобладават обширните котловини, разположени на 3300 – 3800 m н.в., дъната на които са заети от плейстоценски и съвременни езера (Титикака, Поопо и др.), солончаци, издигнати акумулативни равнини, вулканични плата и отделни планински масиви с височина до 5300 m.

## Климат, води, растителност
Климатът е високопланински, тропически, характеризиращ се със сравнително суха зима на север с годишна сума на валежите 500 – 700 mm и средни месечни температури от 6° до 11°С. На юг климатът е полупустинен и пустинен с годишна сума на валежите под 300 mm. Целият район на Алтиплано е с вътрешен речен отток, като основната река е Десагуадеро, изтичаща от езерото Титикака и вливаща се в езерото Поопо. Северните му части са заети от коилова степ (т.н. „халка“), а южните – от пустинна растителност (т.н. „пуна“). Алтиплано е най-населената област на Боливия.

## История
В древността тези земи са били част от мощната империя на инките. През 1545 г. испанските колонизатори започват да унищожават местните богатства. Първата карта на региона е направена след експедиция през 1853 г.